# 林偉健
林偉健（Oscar Lam wai-kin，1960年7月28日—），香港息影演員，現職商人。

## 簡歷
林偉健畢業於地利亞修女紀念學校（吉利徑）。在校時為香港體操代表隊成員，曾參與1978年及1982年亞運會體操項目以及1986年英聯邦運動會。其首位女朋友是前無綫電視女藝員黃曼凝。
1980年畢業于第九期無綫電視藝員訓練班。在無綫期間，林偉健長期演出配角角色，亦曾參與《歡樂今宵》的演出。此後曾先後亮相于亞洲電視、澳門廣播電視、香港有線電視以及馬來西亞和台灣電視劇。1990年代末期，林偉健開始涉足香港三級片界，之後成為三級片常客，共參演二十余部色情電影, 較出名的作品包括《金瓶梅》和《金瓶梅2：愛的奴隸》(2009)。
2010年10月1日息影轉往商界發展，現於廣州工作從事飲食界。。
2022年復出娛樂圈,參與優酷網絡劇《黑金風暴》飾演立法會區議員郭卓庭。

## 電視劇

### 無綫電視
- 《千王之王》（1980年） 飾 打手甲
- 《上海灘龍虎鬥》（1980年）
- 《過客》（1981年） 飾 王羣手下
- 《孤城客》（1982年） 飾 胡不肖
- 《神雕俠侶》（1983年） 飾 瀟湘子
- 《笑傲江湖》（1983年） 飾 長青子
- 《成吉思汗》（1987年） 飾 哲別
- 《都市方程式》（1988年） 飾 劉主任
- 《太平天國》（1988年） 飾 周錫能
- 《飛虎群英》（1989年） 飾 鄭勝
- 《城市英雄》
- 《警花90》
- 《澳門街風雲》
- 《流氓大亨》
- 《流氓家族》

### 其他
- 《黑金風暴》(2022年) 飾 郭卓庭

### 亞洲電視
- 《縱橫四海》（1999年） 飾 崔小虎

### 有線電視
- 《純屬巧合》 飾 張炳
- 《壯志童心》 飾 體操教練

### 澳門電視
》

### 馬來西亞
- 《我要活下去》
- 《再見亦是戀人》
- 《壯志驕陽》
- 《血緣迷情》
- 《夏日酒店》
- 《鐵漢柔情》
- 《昂首志沖天》
- 《觸目驚心》

### 台灣
- 《江湖密殺令》

## 電影
- 彩雲曲 (1982)
- 老虎出更2 (1990)
- 龍貓燒鬚 (1992)
- 飛虎 (1996)
- 驚天大賊王 (1998) ... 強
- 行運秘笈 (1998)
- 玉女聊齋 (1998)	... 朱爾旦
- 滿清十大酷刑之赤裸凌遲 (1998)	... 張汶祥
- A君?C君? (1999)
- 真假刺客 (1999)	... 王萬麟/蔣家傑（回憶片段）
- 暗戰 (1999) ... 許先生
- X檔案之黑就是黑 (1999)
- 豔舞陷阱 (1999) ... 王萬麟/蔣家傑
- 女色狼 (1999)   ... 阿俊
- 屍氣逼人 (1999) ... 周通
- 殺手輓歌 (2000) ... 司徒英
- 特技情緣 (2001)
- 廢柴同盟 (2001)
- 危險關係 (2002)
- Big波誘惑 (2002)
- 猛鬼放暑假 (2002)
- 偷窺樂無窮II之著草威龍 (2003)
- 蛇蠍情人 (2003)
- 偷窺樂無窮之紋身怪客 (2003)
- X檔案之惡殺 (2004)
- 鬼井幽魂 (2004)
- 情陷掌門人 (2004)
- 新江山美人 (2004)
- 百分百挑逗 (2005)
- PR女郎之試鐘誘惑 (2006)
- 慾望都市之3P誘惑 (2006)
- 金瓶梅 (2008)	... 西門慶
- 金瓶梅2：愛的奴隸 (2009)	... 西門慶
- 聊齋畫皮 (2009)

## 綜藝節目
- 《歡樂今宵》

## 廣告
- 2000年 城市桑拿